# 六観音御池
六観音御池（ろっかんのんみいけ）は、九州南部のえびの高原北部にある直径約440メートルの火山性湖沼である。六観音池あるいは単に御池とも呼ばれる。

## 地理
流入流出する川はないが、大雨が降ると近くの白紫池から溢れた水が流入することがある。雨の少ない冬期には水位が約1メートル低下し、1月から2月にかけて結氷することもある。水質は強い酸性（pH=3.4-4.8）を示し、透明度が高く水深が比較的大きいことから濃い青色（フォーレル水色標準3番）を呈する。池の水はえびの高原にある施設の水源として利用されている。
周囲をモミ、ツガ、アカマツなどの林に囲まれている。池の北畔に六観音堂があり、参道には屋久杉を移植したといわれるスギの巨木「六観音杉」がある。えびの高原駐車場から白紫池、六観音御池、不動池を巡る自然研究路が整備されている。

## 形成
六観音御池は霧島火山群に属し、おおむね2万年前（入戸火砕流噴出から韓国岳形成までの間）に発生した水蒸気爆発によってできたマールである。

## 歴史
959年（天徳3年）、修行のためにここを訪れていた性空が池畔で法華経を唱えていたところ白髪の老人があらわれ「自分はヤマトタケルであり、白鳥となってこの山に住んでいる」と語ったといわれる。性空は自ら6体の観音像を彫刻し池畔に御堂を建てて安置した。江戸時代には毎年9月28日に六観音堂で祭礼が行われていた。